# Berliner Großmarkt

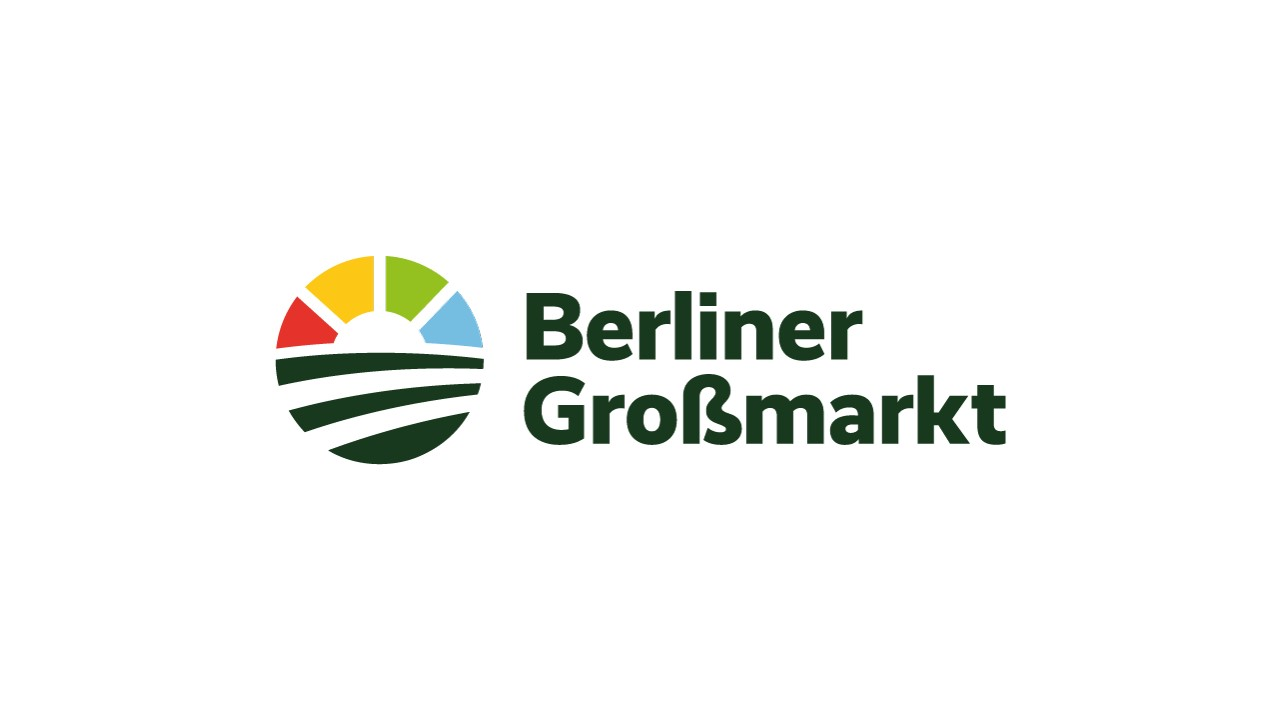

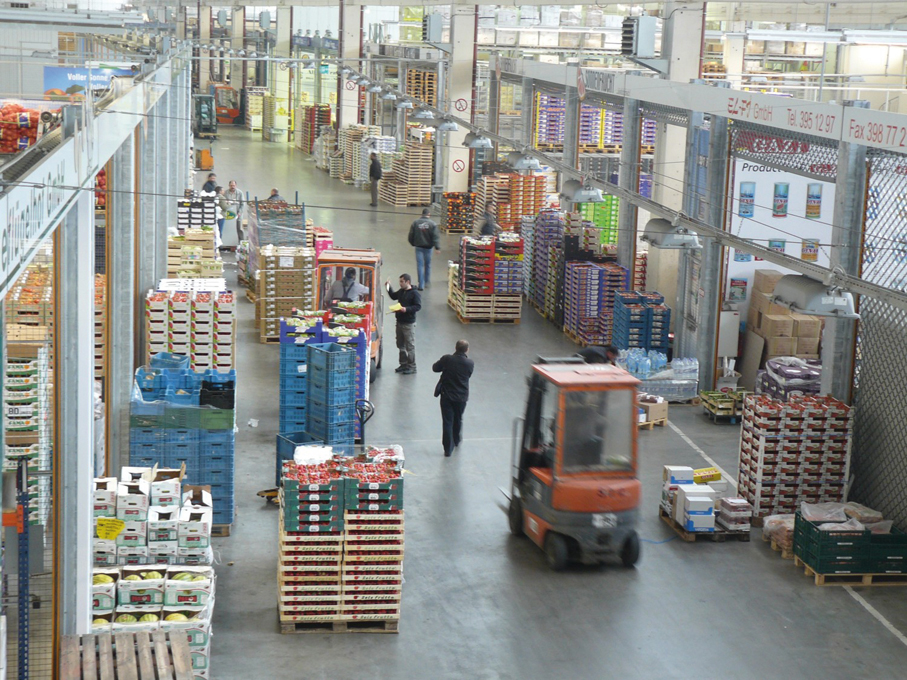
Fruchthof Berlin

Der Berliner Großmarkt ist eine bedeutende Einrichtung zur Lebensmittelversorgung der Einwohner Berlins. Er liegt im Berliner Ortsteil Moabit an der Beusselstraße 44n–q, direkt neben dem Westhafen. Auf 326.475 m² Fläche bieten rund 300 Großhändler aus dem Food- und Nonfoodbereich ihre Waren und Dienstleistungen an. Das Produktspektrum des Berliner Frischezentrums reicht von Obst und Gemüse (Fruchthof Berlin) über Fleisch- und Wurstwaren, Seafood, Frischfisch und Tiefkühlfisch, Getränke, Convenienceprodukte, Spezialitäten und Delikatessen. Ergänzt wird das Angebot durch den Blumengroßmarkt mit seinem Angebot an Schnittblumen, Pflanzen und Floristikbedarf. Dazu kommen unterstützende Serviceangebote wie Lagern, Transportieren, Kühlen, Tanken, Waschen und Reparieren.

## Infrastruktur
Betreiber des Berliner Großmarktes ist die Berliner Großmarkt GmbH, Geschäftsführerin ist Petra Cardinal. Die Berliner Großmarkt GmbH ist eine landeseigene Gesellschaft, die eigenverantwortlich auftritt. Ihr Aufsichtsrat setzt sich zum großen Teil aus Vertretern des Berliner Senats zusammen.
Die Berliner Großmarkt GmbH ist im Jahr 2017 aus dem Weltverband der Großmärkte (World Union of Wholesale Markets, WUWM) und der Gemeinschaft zur Förderung der Interessen der deutschen Frischemärkte (GFI) ausgetreten.
Der Gesamtumschlag des Berliner Großmarktes beträgt rund 600.000 Tonnen pro Jahr, davon sind rund 220.000 Tonnen Obst und Gemüse. Das Einzugsgebiet des Frischezentrums Berlin bedient rund sechs Millionen Menschen und umfasst die Metropolregion Berlin/Brandenburg sowie die darüber hinausliegenden Bereiche bis nach Mecklenburg-Vorpommern.
Die auf dem Großmarkt ansässigen Firmen stellen rund 2500 Arbeitsplätze, die Verwaltung des Großmarktes beschäftigt 27 Personen. Der Berliner Großmarkt ist 24 Stunden am Tag geöffnet, die Obst- und Gemüsehalle Montag bis Freitag von 2 bis 22 Uhr, sonnabends bis 14 Uhr, der Blumengroßmarkt ist von Montag bis Freitag von 4 bis 13 Uhr bzw. am Dienstag und Donnerstag bis 20 Uhr geöffnet, sonnabends bis 9 Uhr. Der Fleischgroßmarkt ist von 6 bis 23 Uhr geöffnet, die Deutsche See von 7 bis 18 Uhr.

## Geschichte
Der Berliner Großmarkt ist als Betreibergesellschaft für die Berliner Markthallen, die der Magistrat von Berlin in den Jahren 1883–1892 erbauen und eröffnen ließ. Insgesamt wurden elf Markthallen im ganzen Stadtgebiet gebaut, dazu kam 1937 die Blumengroßmarkthalle an der Enckestraße.
Ein Großteil der Markthallen wurde im Zweiten Weltkrieg zerstört und nur ein Teil blieb erhalten oder wurde wieder aufgebaut. Unter anderem die Markthalle am Marheinekeplatz (Wiedereröffnung 1962), die Markthalle an der Arminiusstraße und die Markthalle an der Eisenbahnstraße. Ebenfalls zerstört wurden die Markthalle II und der benachbarte Blumengroßmarkt an der Friedrichstraße. Letzterer wurde 1962 wieder aufgebaut und 1965 eröffnet.
Dem Krieg zum Opfer fiel auch die Zentrale Markthalle am Alexanderplatz. Sie war gleichzeitig Sitz der Verwaltungsgesellschaft Großmarkt Berlin. Da ein Wiederaufbau nach dem Krieg so gut wie unmöglich war, zog der Großmarkt 1949 um nach Mariendorf und wurde 1960 umfirmiert in die Berliner Großmarkt GmbH. Die neugegründete Gesellschaft bewarb sich um einen neuen Standort und erhielt die Zusage für einen Neubau an der Beusselstraße. Der Standort wurde am 20. März 1965 eröffnet.
In dem Jahr und in den Folgejahren wurden am neuen Standort Großmarkthallen für Obst- und Gemüse sowie für Fleischwaren eröffnet. Im Jahr 1969 konnte die Markthallengesellschaft die Grundstücke des Blumengroßmarktes sowie der drei Einzelhandelsmarkthallen am Marheinekeplatz, an der Eisenbahnstraße und an der Arminiusstraße erwerben. 1975 kam ein Neubau der Deutsche See (Fischwaren) hinzu und 1987 vervollständigte eine neue Obst- und Gemüsehalle mit 11.000 m² den Großmarkt, zusätzlich zur rund 30.000 m² großen Halle des Fruchthofes Berlin.
Auf dem Gelände an der Beusselstraße wurde 2007 der Obst- und Gemüsegroßmarkt umfassend saniert und im März 2008 wieder eröffnet. Ende 2009 ersetzte ein Neubau für den Blumengroßmarkt die bisherige Halle, er belegt eine Fläche von 12.000 m² und wurde im Mai 2010 eröffnet. Der alte Blumengroßmarkt an der Friedrichstraße konnte geschlossen werden, ein Teil der Großhändler zogen in den Neubau um.
Die frühere Blumengroßmarkthalle gelangte in das Eigentum des Jüdischen Museums und dient als Erweiterungsbau für das Museum.
Der Berliner Großmarkt möchte attraktiver werden und plant Umgestaltungen, wozu im Jahr 2020 zusammen mit dem Architektenverein Berlins ein freier Ideenwettbewerb ausgerufen wurde. Der Wettbewerb lief unter dem Motto grossWEST – Stadt als Ressource: Die Versorgung Berlins und schloss mit einer Preisverleihung im März 2021.

## Energiekonzept
Zusammen mit der Berliner Energieagentur (BEA) will der Großmarkt auch energetisch zum „grünen Großmarkt“ werden. Bereits 2012 wurde die mit 40.000 m² größte Photovoltaikfläche auf Berliner Dächern in Betrieb genommen. Das Solarkraftwerk ist von der BEA finanziert, geplant und in Zusammenarbeit mit Dienstleistern errichtet worden. Der Strom fließt derzeit noch in vollem Umfang ins allgemeine Netz, soll aber in Zukunft auch direkt die Stromversorgung vor Ort zu preisgünstigen Konditionen sichern.
Ein im Jahr 2013 vereinbartes Energiekonzept umfasst unter anderem eine Bestandsaufnahme der Strom-, Kälte- und Wärmeverbräuche, der technischen Gebäudeausstattung sowie im Anschluss daran Machbarkeitsstudien, die Entwicklung eines Energiemanagementkonzeptes sowie eine Umsetzungsstrategie mit einem Arbeitsplan. Zu den weiteren Plänen des Großmarktes gehört die sukzessive Umstellung des Fuhrparks auf Elektrofahrzeuge sowie die Installation eines Blockheizkraftwerkes (BHKW) oder einer Holzhackschnitzelanlage zur Verarbeitung von 1500 Tonnen Holzabfällen, die jährlich auf dem Gelände anfallen.
In der Vergangenheit hat der Großmarkt bereits aus eigener Kraft einige Maßnahmen für mehr Nachhaltigkeit umgesetzt, darunter die Umstellung auf zertifizierten Ökostrom, die Modernisierung der Kälteversorgung für den Blumengroßmarkt sowie die Optimierung der Wärmeversorgung in der Obst- und Gemüsehalle des Fruchthofs Berlin. Insgesamt konnten durch diese Maßnahmen über 800 Tonnen CO2 pro Jahr eingespart werden, weitere 800 Tonnen durch die Installation der Solarstromanlage.